# Берездівська волость
Берездівська волость — історична адміністративно-територіальна одиниця Новоград-Волинського повіту Волинської губернії Російської імперії. Волосний центр — містечко Берездів.
Станом на 1885 рік складалася з 28 поселень. Населення — 11303 осіб (5300 чоловічої статі та 6003 — жіночої), 677 дворових господарств.

## Населенні пункти
- Барський Луг, хутір
- Берездів, містечко. Згідно з викупним актом 140 господарств (297 чоловічих душ) за 1090 десятин польової, присадибної землі, 281 десятину сінокосів і випасів мали щорічно сплачувати казні по 1716 крб. 27 коп. Понад 500 десятин найкращих земель колишнього Берездівського маєтку придбав статський радник Поляков.
- Берездівський Цвіт, хутір, розташований між селами Сенігів та Рилівка.
- Бесідки, село, нараховувалось 130 будинків, 806 жителів, дерев'яна церква (1887 рік), школа.
- Гориця, село. 196 будинків і 1028 жителів, церкву переведно на синодальне православ'я.
- Дегтярна, урочище
- Котигва, урочище
- Красностав, містечко. 200 будинків і 697 жителів, в тому числі 55 % євреїв, дерев'яна церква з 1874 року, синагога, дім молитви, гарбарня, фабрика черепиці, школа заснована у 1886 році, цегельня.
- Круглик, хутір. Розташований неподалік лісу обабіч дороги з Сенігова до Рилівки.
- Кутки, село. 137 домів і 829 жителів, дерев'яна церква 1776 року, церковно-приходська школа 1860 року, цегельня. В околиці виступають залежки червоного граніту.
- Лісок, урочище
- Малий Правутин, село, населення становило 739 жителів (120 господарств).
- Манятин, село, 149 будинків, 824 жителі, початкова школа, вітряк.
- Модестівка, фільварок тодішнього власника Малого Правутина Модеста Стоцького.
- Мухарів, село, 152 доми і 914 жителів, дерев'яна церква 1763 року, церковно-приходська школа діяла з 1842 року.
- Печиводи, село, 126 будинків і 742 жителів, дерев'яна церква 1762 року, церковно-парафіяльна школа відкрита у 1860 році.
- Печивідська пасіка, урочище неподалік Печиводів
- Піддубці, село, 144 жителі і 745 десятин селянської землі, дерев’яна церква — Успенська.
- Селичів, село, 158 жителів, 631 десятин селянської землі і 515 десятин фільварочної землі.
- Сенігів, село, 81 будинок  і 486 жителів.
- Січ, урочище в однойменному лісі між селами Малий Правутин та Хвощівка.
- Тростянець, село, 42 будинки, 293 жителі, 346 десятин селянської землі.
- Устилуга, урочище, неподалік села Сенігів.
- Хвощівка, село, нараховувалось 153 будинки, населення становило 882 жителі. З них: українці — 782 особи, поляки — 60 осіб, євреї — 40 осіб
- Чорнокали, село, 52 будинків і 310 жителів, дерев’яна церква з 1750 року, церковно-приходська школа від 1862 року, належало Микуличам в селі — 1450 десятин (з іншими фільварками).
- Шагова, урочище між Мухаревом та Кутками.
- Яблунівка, село, 71 будинок, 435 жителів, функціонувала початкова школа.
- Яворів Груд, урочище.